# Maligawila Boeddhabeeld

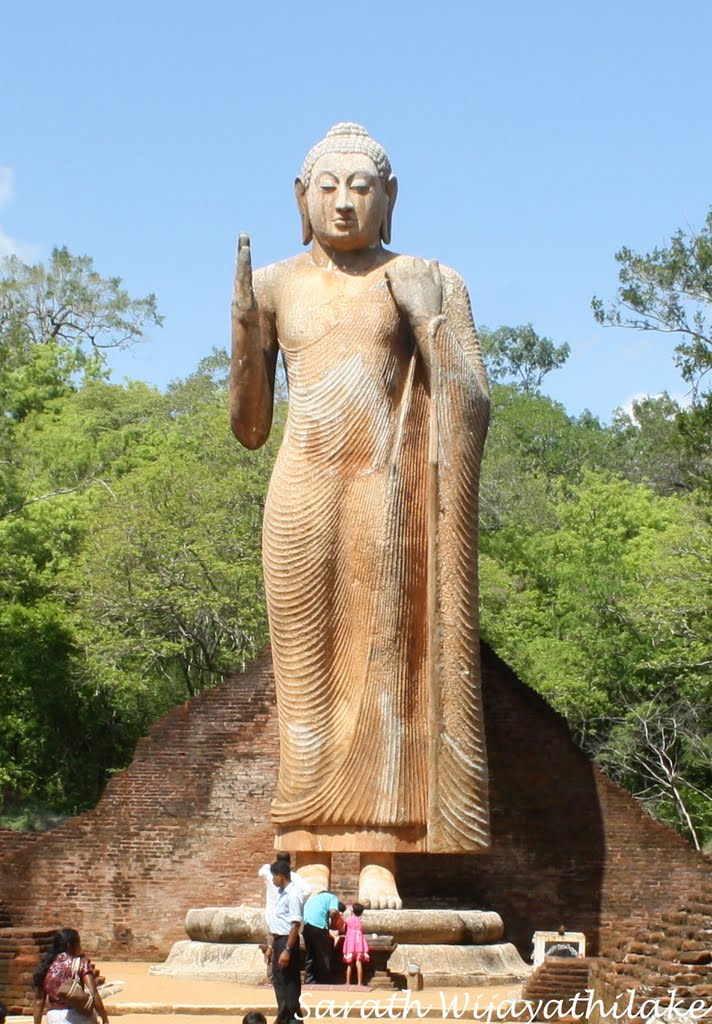
Maligawila Boeddhabeeld

Het Maligawila Boeddhabeeld is een kolossaal standbeeld in Maligawila in het district Moneragala in de provincie Uva in Sri Lanka.
Elders in Sri Lanka bevinden zich het Avukana Boeddhabeeld en Buduruvagala.

## Geschiedenis
Volgens de oude kroniek Chulavamsa werd het standbeeld in de 7e eeuw gebouwd door een prins genaamd Aggabodhi uit Ruhuna. Het vermeldt dat hij een tempel heeft gebouwd met de naam Pathma Vihara en daar ook een groot standbeeld van de Boeddha heeft gebouwd.
In 1951 werd het beeld ontdekt en was toen van zijn voetstuk gevallen en in stukken gebroken. Daarvoor was het rond 1948 beschadigd door schatzoekers. Een poging in 1974 om het Maligawila-beeld op te richten eindigde in een mislukking. In 1980 slaagde men er wel in om het beeld weer op te richten. Verschillende gebroken stukken waren beschadigd en deze werden gerepareerd voordat het beeld werd gereconstrueerd en opnieuw werd opgericht, waaronder het gezicht, de rechterhand en de voeten.

## Bouwwerk
Het standbeeld beeldt een staande Boeddha af. Het beeld is uitgehouwen uit één grote kalkstenen rots.
Het beeld heeft een hoogte van 11,53 meter. Het lijkt sterk op het Avukana Boeddhabeeld en toont dezelfde asisamudra, een variatie op de abhaya-mudra. Het staande Boeddhabeeld grijpt het gewaad op de linkerschouder, terwijl de rechterhand naar de rechterschouder wordt geheven.
Rond het Boeddhabeeld heeft er vroeger een gebouw gestaan waarin het beeld stond. Dit gebouw was 24 bij 24 meter.